# Heliococcus clemente
Heliococcus clemente är en insektsart som beskrevs av Miller 1974. Heliococcus clemente ingår i släktet Heliococcus och familjen ullsköldlöss. Inga underarter finns listade i Catalogue of Life.